# Eclarite
L'eclarite è un minerale.